# Acton, Maine
Acton är en kommun (town) i York County, Maine, USA. Vid 2020 års folkräkning hade Acton 2 671 invånare.